# 산카를로스 (베네수엘라)

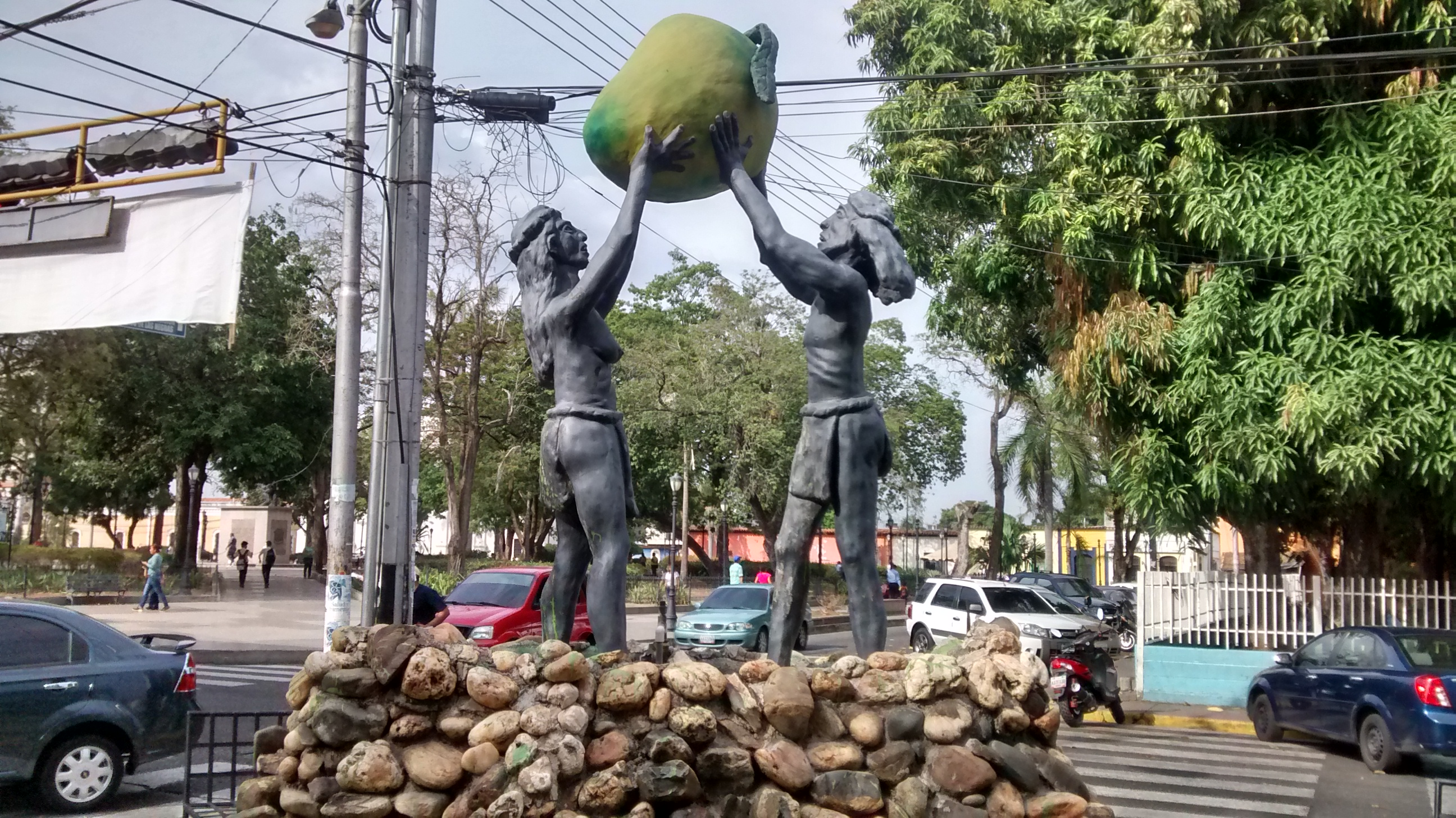

산카를로스(San Carlos)는 베네수엘라 코헤데스 주의 주도로, 인구는 83,957명이다.